# Crocidura yaldeni
Crocidura yaldeni es una especie de musaraña (mamífero placentario de la familia de los sorícidos).

## Distribución geográfica
Es endémica de Etiopía.